# 若林樹里
若林 樹里（わかばやし じゅり、1981年3月15日 - ）は、日本の元AV女優。
北海道出身。血液型：O型 、身長：165cm 、スリーサイズ：B83・W58・H83 、Dカップ。

## 略歴
2000年にAVデビュー。現在は引退している。

## 作品
裏本
- ミルキー&ライム
- スーパー トリップ

2000年
- スペルマエンジェル 5（11月20日、ディープス）
- スイミングインストラクターレイプ 水の中の果肉3（12月8日、アタッカーズ）
- 美人女子大生凌辱強姦（12月8日、SODクリエイト）
- Angel（12月20日、アイデアポケット）

2002年
- レズ解禁（9月6日、忠実堂）…共演:矢野涼子、安西ゆみこ
- レズ病棟5（9月20日、ディープス）…共演:永沢まみ、佐藤奈々
- Private Venus 〜素顔のままで〜 （上巻）（9月20日、忠実堂）
- Private Venus 〜素顔のままで〜 （下巻）（9月20日、忠実堂）
- 超-股間のアングル（9月25日、ワンズファクトリー）
- ADハルナの接吻バトルロワイヤル（10月5日、ナチュラルハイ）他出演:沢口あすか、堤さやか、安西ゆみこ、杏野るり、岡野美憂、樹若菜、双葉このみ、矢野涼子
- 帰国子女 英語女教師本番レイプ（10月5日、ヒビノ）
- 強制フェラ奴隷4（11月4日、SODクリエイト）
- ダンスダンスファック 6（11月4日、ディープス）
- 牝穴弄り（11月7日、プレステージ）
- ダンスダンスレズビアン（11月20日、ディープス）…共演:澤田まゆみ、桜井アヤ
- 若林樹里のドンとこい（12月12日、プレステージ）
- 超-SUPER股間のアングル（12月20日、SODクリエイト）

2003年
- EROTIC GROOVE ダンスフロアーの痴女（2月8日、アイデアポケット）共演:小島美加　他1名
- 哀辱遊戯（2月8日、アタッカーズ）共演:新堂真美

2005年
- 女特殊工作員　陵辱拷問（5月4日、ヒビノ）共演:明乃夕奈
- 露出革命　中出し派（6月16日、ディープス）
- 痴女中毒2（7月7日、ディープス）
- 中出しスペシャル（7月29日、桃太郎映像出版）
- レズ奴隷 5 〜溺れゆく女教師〜（8月4日、ディープス）共演:長谷川ちひろ、一条美穂
- 酔娘伝　15（9月2日、桃太郎映像出版）オムニバス作品
- 撮影現場からGET!!12　TAMURA　the　LAST　田村総一朗最終監督（10月6日、桃太郎映像出版）他出演:森沢ゆう、森下さやか、上条えりか、池田こずえ、鶴瀬愛美、ペネロペ クリス
- 快楽姫（宇宙企画（メディアステーション））
- 官能ドラッグ（宇宙企画）
- スペルマ中毒の女（宇宙企画）
- 「若林樹里」2 ファック（チャンネル・ヴィ）
- VIRTUAL EYE（ジーメディア）
- 緊縛 29 「高貴なスチュワーデス緊縛地獄絵図」（ギガ）

2007年
- 黒達磨（4月5日、アイエナジー）
- 義姉さん、昼間からよばいです 1（5月11日、クリスタル映像）他出演:水谷かすみ、大場和希、麻倉みゆき、梶原まゆ、里中涼
- 私は痴女 姦淫燃焼（5月18日、クリスタル映像）他出演:北崎未来、山吹センリ、斉藤舞、速水怜、中條美華
- 寸止め 16（6月15日、クリスタル映像）他出演:山本瞳子、野々宮りん、真中かおり、南原香織、水森あおい
- 日替わり妻 4（6月29日、クリスタル映像）他出演:青山紗世、一条梨乃、持田美咲、里美りん、白木真央、風間ゆみ